# Депривация
Депривацията е състояние на лишеност от определено благо. Лишаването от сън, от сънища или от сензорни стимулации е било предмет на много експерименти. При човека сензорната изолация в специално обзаведено за целта място в продължение на период от три до тридесет и шест часа предизвиква различни разстройства: сънливост, загубване на чувство за реалност, раздразнителност или тревожност, която може да стигне до паника, зрителни, слухови или кинестезични халюцинаторни явления. Сънната депривация или депривацията от сънуване предизвиква прояви от същия тип. Изучавайки последиците от ранната сензорна депривация (например от зрение), изследователи като Д. Хеб доказват, че липсата на стимулация предизвиква в мозъка анатомични и биохимични промени, чиято корекция понякога изисква няколко седмици.